# Serie A1 GAF 2014
La Serie A1 GAF 2014 è la 28ª edizione del massimo campionato italiano di ginnastica artistica femminile, organizzato dalla Federazione Ginnastica d'Italia. L'edizione del 2014 si svolge in tre prove, o «tappe», a Firenze, Torino e Desio, dall'8 febbraio al 5 aprile 2014.

## Squadre partecipanti
- Ginnastica Artistica Lissonese A.S.D., di Lissone

Atlete: Elisabetta Preziosa, Elisa Meneghini, Alessia Praz, Argyro Afrati, Francesca De Lazzari.
Allenatori: Paolo Bucci e Claudia Ferrè.
Numeri di gara: da 1 a 10 
- A.S.D.G. Brixia, di Brescia

Atlete: Erika Fasana, Martina Rizzelli, Sofia Busato, Pilar Rubagotti, Francesca Deagostini, Vanessa Ferrari, Serena Bugani, Chiara Imeraj, Marta Melito, Noemi Linari.
Allenatori: Marco Campodonico e Laura Rizzoli.
Numeri di gara: da 11 a 20 
- A.S.D. Pro Lissone Ginnastica, di Lissone

Atlete: Martine Buro, Arianna Salvi, Vanessa Colantuoni, Elisa Ricchiuti, Alice Linguerri, Eleonora Gazzani, Marta Pihan-Kulesza.
Allenatori: Massimo Gallina e Federica Gatti.
Numeri di gara: da 21 a 30 
- Artistica 81 Trieste A.S.D., di Trieste

Atlete: Rachele Brunato, Monica Dei Rossi, Federica Macrì, Maria Camilla Sai, Tea Ugrin, Lucija Hribar.
Allenatore: Diego Pecar.
Numeri di gara: da 31 a 40 
- A.S. Olos Gym 2000, di Roma

Atlete: Giorgia Campana, Chiara Gandolfi, Giorgia Morera, Beatrice Borghi, Ilaria Bombelli.
Allenatori: Francesca Cavallo e Chiara Ferrazzi.
Numeri di gara: da 41 a 50 
- A.S.Dil. Ginnica Giglio, di Montevarchi

Atlete: Lara Mori, Silvia Becattini, Alessia Leolini, Chiara Paoletti, Cintia Rodriguez.
Allenatori: Stefania Bucci e Desy Giuntini.
Numeri di gara: da 51 a 60 
- Fratellanza Ginnastica Savonese A.S.D., di Savona

Atlete: Alice Bortolazzi, Alessia Contatore, Michela Redemagni, Beatrice Chessa, Greta Fiorentino, Caterina Barloggio.
Allenatori: Mario Sbaiz
Numeri di gara: da 61 a 70 
- S.G. Forza e Virtù 1892 A.S.D., di Novi Ligure

Atlete: Carola Cuccia, Giulia Gemme, Valentina Massone, Carlotta Necchi, Emma Novello, Marta Novello, Asia Pandolfo, Arianna Rocca.
Allenatori: Eleonora Gabrielli e Roberto Gemme.
Numeri di gara: da 71 a 80 
- Estate '83 Galleria del Tiro, di Lograto

Atlete: Nicole Terlenghi, Susanna Rota, Deborah Martinazzi, Francesca Facchinetti, Nicole Cartella, Nicole Danesi, Camilla Romano.
Allenatori: Vincenzina Manenti, Georgy Yudenko e Tamara Yudenko.
Numeri di gara: da 81 a 90 
- A.S.D. Ginnastica Romana, di Roma

Atlete: Alice Bernardini, Annalisa Mastrangelo, Francesca Ronci, Bianca Toniolo, Lavinia Marongiu.
Allenatori:
Numeri di gara: da 91 a 100 

## Classifica finale
| Pos. | Squadra                         | Punti | 1ª prova | 2ª prova | 3ª prova |
| ---- | ------------------------------- | ----- | -------- | -------- | -------- |
| 1    | Brixia Brescia                  | 71    | 25       | 25       | 22       |
| 2    | Olos Gym 2000                   | 65    | 22       | 18       | 25       |
| 3    | GAL Lissone                     | 56    | 20       | 16       | 20       |
| 4    | Forza e Virtù 1892              | 52    | 14       | 20       | 18       |
| 5    | Ginnastica Giglio               | 50    | 16       | 22       | 12       |
| 6    | Pro Lissone Ginnastica          | 42    | 18       | 10       | 14       |
| 7    | Artistica '81                   | 42    | 12       | 14       | 16       |
| 8    | Fratellanza Ginnastica Savonese | 26    | 10       | 8        | 8        |
| 9    | Ginnastica Romana               | 24    | 6        | 12       | 6        |
| 10   | Estate '83                      | 24    | 8        | 6        | 10       |

Verdetti
- Brixia Brescia Campione d'Italia 2014.
- Brixia Brescia, Olos Gym 2000, GAL Lissone, Forza e Virtù 1892 qualificate alla Golden League.
- Ginnastica Romana e Estate 83 retrocesse in Serie A2.

## Risultati

### Prima prova: Firenze
La prima tappa di campionato si è svolta al Mandela Forum di Firenze l'8 febbraio.
La gara viene dominata dalla Brixia Brescia con 162,900 punti, più di 4 di distacco dalla seconda classificata.
|    | Squadra Nº di gara · Ginnasta   | VT      | UB     | BB     | FX     | Totale  | Punti |
| -- | ------------------------------- | ------- | ------ | ------ | ------ | ------- | ----- |
| 1  | Brixia                          | 43,050  | 38,800 | 39,950 | 41,100 | 162,900 | 25    |
| 1  | 19 · Erika Fasana               | 14,550  | 12,450 | 13,500 | 14,300 | 54,800  | 25    |
| 1  | 12 · Vanessa Ferrari            | 14,000  | 12,900 | 13,050 | 13,250 | 53,200  | 25    |
| 1  | 14 · Martina Rizzelli           | 14,500  | 13,450 | -      | -      | 27,950  | 25    |
| 1  | 15 · Francesca Deagostini       | -       | -      | 13,400 | 13,550 | 26,950  | 25    |
| 1  | 18 · Serena Bugani              | -       | -      | -      | -      |         | 25    |
| 1  | 11 · Sofia Busato               | -       | -      | -      | -      |         | 25    |
| 2  | Olos Gym 2000                   | 40,950  | 39,950 | 39,450 | 38,350 | 158,700 | 22    |
| 2  | 47 · Giorgia Campana            | 13,800  | 13,500 | 13,950 | 13,000 | 54,250  | 22    |
| 2  | 44 · Chiara Gandolfi            | 13,800  | 13,750 | 12,700 | 12,950 | 53,200  | 22    |
| 2  | 43 · Giorgia Morera             | 13,350  | 12,700 | 12,800 | 12,400 | 51,250  | 22    |
| 2  | 45 · Beatrice Borghi            | -       | -      | -      | -      |         | 22    |
| 3  | GAL Lissone                     | 41,350  | 35,250 | 42,050 | 39,700 | 158,350 | 20    |
| 3  | 2 · Elisa Meneghini             | 14,200  | 13,300 | 14,100 | 13,600 | 55,200  | 20    |
| 3  | 3 · Alessia Praz                | 13,600  | 11,350 | 13,900 | 12,700 | 51,550  | 20    |
| 3  | 4 · Argyro Afrati               | 13,550  | -      | -      | 13,400 | 26,950  | 20    |
| 3  | 1 · Elisabetta Preziosa         | -       | 10,600 | 14,050 | -      | 24,650  | 20    |
| 3  | 5 · Francesca De Lazzari        | -       | -      | -      | -      |         | 20    |
| 4  | Pro Lissone                     | 40,800  | 36,550 | 39,500 | 37,700 | 154,550 | 18    |
| 4  | 28 · Martine Buro               | 14,200  | 11,300 | 13,500 | 13,450 | 52,450  | 18    |
| 4  | 27 · Alice Linguerri            | -       | 12,150 | 12,650 | 12,750 | 37,550  | 18    |
| 4  | 23 · Marta Pihan-Kulesza        | -       | 13,100 | 13,350 | -      | 26,450  | 18    |
| 4  | 25 · Elisa Ricchiuti            | 13,400  | -      | -      | 11,500 | 24,900  | 18    |
| 4  | 24 · Vanessa Colantuoni         | 13,200  | -      | -      | -      | 13,200  | 18    |
| 4  | 26 · Arianna Salvi              | -       | -      | -      | -      |         | 18    |
| 5  | Giglio                          | 40,900  | 35,600 | 37,950 | 36,700 | 151,150 | 16    |
| 5  | 54 · Lara Mori                  | 13,750  | 12,000 | 12,450 | 13,450 | 51,650  | 16    |
| 5  | 52 · Alessia Leolini            | 13,700  | 11,250 | 12,450 | 12,150 | 49,550  | 16    |
| 5  | 53 · Cintia Rodríguez Rodríguez | -       | 12,350 | 13,050 | -      | 25,400  | 16    |
| 5  | 55 · Chiara Paoletti            | 13,450  | -      | -      | 11,100 | 24,550  | 16    |
| 5  | 56 · Silvia Becattini           | -       | -      | -      | -      |         | 16    |
| 5  | 57 · Veronica Conti             | -       | -      | -      | -      |         | 16    |
| 6  | Forza e Virtù 1892              | 41,300  | 34,600 | 37,050 | 37,300 | 150,250 | 14    |
| 6  | 76 · Arianna Rocca              | 14,100  | 10,900 | 12,450 | 13,050 | 50,500  | 14    |
| 6  | 80 · Marta Novello              | 13,950  | -      | 12,800 | 13,000 | 39,750  | 14    |
| 6  | 78 · Carlotta Necchi            | 13,250  | 11,700 | 11,800 | -      | 36,750  | 14    |
| 6  | 75 · Giulia Gemme               | -       | 12,000 | -      | 11,250 | 23,250  | 14    |
| 6  | 71 · Emma Novello               | -       | -      | -      | -      |         | 14    |
| 6  | 72 · Carola Cuccia              | -       | -      | -      | -      |         | 14    |
| 7  | Artistica ’81                   | 41,050  | 35,950 | 35,650 | 36,300 | 148,950 | 12    |
| 7  | 35 · Federica Macrì             | 14,1500 | 13,200 | 13,500 | 13,200 | 54,050  | 12    |
| 7  | 32 · Tea Ugrin                  | 14,050  | 12,550 | 12,900 | 11,950 | 51,450  | 12    |
| 7  | 37 · Rachele Brunato            | 12,850  | -      | -      | -      | 12,850  | 12    |
| 7  | 36 · Monica Dei Rossi           | -       | -      | -      | 11,150 | 11,150  | 12    |
| 7  | 38 · Maria Camilla Sai          | -       | 10,200 | -      | -      | 10,200  | 12    |
| 7  | 31 · Lucija Hribar              | -       | -      | 9,250  | -      | 9,250   | 12    |
| 8  | Fratellanza Savonese            | 38,300  | 35,600 | 35,350 | 36,550 | 145,800 | 10    |
| 8  | 66 · Michela Redemagni          | 13,250  | 12,850 | 11,550 | 12,900 | 50,550  | 10    |
| 8  | 64 · Alessia Contatore          | 12,450  | 10,850 | -      | 12,000 | 35,300  | 10    |
| 8  | 61 · Caterina Barloggio         | -       | 11,900 | 12,400 | -      | 24,300  | 10    |
| 8  | 62 · Alice Bortolazzi           | 12,600  | -      | 11,400 | -      | 24,000  | 10    |
| 8  | 63 · Beatrice Chessa            | -       | -      | -      | 12,600 | 12,600  | 10    |
| 8  | 65 · Greta Fiorentino           | -       | -      | -      | -      |         | 10    |
| 9  | Estate ’83                      | 41,300  | 33,000 | 33,800 | 36,750 | 144,850 | 8     |
| 9  | 84 · Nicole Terlenghi           | 14,200  | -      | 11,250 | 13,550 | 39,000  | 8     |
| 9  | 83 · Susanna Rota               | 13,40   | -      | 10,950 | 11,300 | 35,650  | 8     |
| 9  | 85 · Deborah Martinazzi         | 13,700  | 10,750 | -      | -      | 24,450  | 8     |
| 9  | 82 · Miriam Aribasoiu           | -       | 11,250 | 11,600 | -      | 22,850  | 8     |
| 9  | 86 · Giada Manera               | -       | -      | -      | 11,900 | 11,900  | 8     |
| 9  | 81 · Francesca Facchinetti      | -       | 11,000 | -      | -      | 11,000  | 8     |
| 10 | Ginnastica Romana               | 39,800  | 30,550 | 35,050 | 38,650 | 144,050 | 6     |
| 10 | 91 · Lavinia Marongiu           | 13,950  | 11,900 | 13,200 | 13,250 | 52,300  | 6     |
| 10 | 94 · Alice Bernardini           | 12,750  | -      | 11,250 | 13,000 | 37,000  | 6     |
| 10 | 95 · Bianca Toniolo             | 13,100  | 10,150 | 10,600 | -      | 33,850  | 6     |
| 10 | 93 · Francesca Ronci            | -       | -      | -      | 12,400 | 12,400  | 6     |
| 10 | 92 · Annalisa Mastrangelo       | -       | 8,500  | -      | -      | 8,500   | 6     |

### Seconda prova: Torino
La seconda tappa di campionato si è svolta al PalaRuffini di Torino l'8 marzo.
La gara viene dominata dalla Brixia Brescia con 163,950 punti, ben 7 di distacco dalla seconda classificata.

### Terza prova: Desio
La terza ed ultima tappa di campionato si è svolta al PalaDesio di Desio il 5 aprile.
La Olos Gym vince, per la prima volta nella storia, una tappa di Serie A1, confermando così il secondo posto nella classifica generale. La Brixia Brescia, al secondo posto di tappa, conquista il 12º scudetto, vincendo il campionato dopo tre anni.
|    | Squadra Nº di gara · Ginnasta   | VT     | UB       | BB     | FX     | Totale  | Punti |
| -- | ------------------------------- | ------ | -------- | ------ | ------ | ------- | ----- |
| 1  | Olos Gym 2000                   | 41,200 | 40,650   | 38,750 | 38,550 | 159,150 | 25    |
| 1  | 47 · Giorgia Campana            | 13,900 | 14,200   | 13,000 | 13,300 | 54,450  | 25    |
| 1  | 44 · Chiara Gandolfi            | 13,850 | 12,850   | 12,350 | 13,000 | 52,050  | 25    |
| 1  | 43 · Giorgia Morera             | 13,400 | 13,600   | 13,400 | -      | 40,400  | 25    |
| 1  | 45 · Beatrice Borghi            | -      | -        | -      | 12,250 | 12,250  | 25    |
| 2  | Brixia                          | 42,100 | 38,350   | 39,300 | 39,200 | 158,950 | 22    |
| 2  | 11 · Sofia Busato               | 14,300 | 13,150   | 12,200 | -      | 39,650  | 22    |
| 2  | 14 · Martina Rizzelli           | 14,300 | 13,500   | -      | -      | 27,800  | 22    |
| 2  | 15 · Francesca Deagostini       | -      | -        | 13,800 | 13,750 | 27,550  | 22    |
| 2  | 20 · Pilar Rubagotti            | -      | -        | 13,300 | 12,900 | 26,200  | 22    |
| 2  | 18 · Serena Bugani              | 13,500 | -        | -      | 12,550 | 26,050  | 22    |
| 2  | 16 · Chiara Imeraj              | -      | -        | 11,700 | -      | 11,700  | 22    |
| 3  | GAL Lissone                     | 39,900 | 38,950   | 42,400 | 37,200 | 158,450 | 20    |
| 3  | 2 · Elisa Meneghini             | 13,800 | 13,850   | 14,250 | 14,150 | 56,050  | 20    |
| 3  | 3 · Alessia Praz                | 13,600 | 12,350   | 14,000 | 12,400 | 52,350  | 20    |
| 3  | 1 · Elisabetta Preziosa         | -      | 12,750   | 14,150 | -      | 26,900  | 20    |
| 3  | 5 · Francesca De Lazzari        | 12,500 | -        | -      | 10,650 | 23,150  | 20    |
| 3  | 4 · Argyro Afrati               | -      | -        | -      | -      |         | 20    |
| 4  | Forza e Virtù 1892              | 41,700 | 38,050   | 39,200 | 39,300 | 158,250 | 18    |
| 4  | 76 · Arianna Rocca              | 14,150 | -        | 13,600 | 13,300 | 41,050  | 18    |
| 4  | 80 · Marta Novello              | 14,050 | -        | 12,850 | 13,100 | 40,000  | 18    |
| 4  | 78 · Carlotta Necchi            | 13,500 | 12,250   | 12,750 | -      | 38,500  | 18    |
| 4  | 77 · Claudia Colom Martin       | -      | 13,350 - | 12,900 | 26,250 |         | 18    |
| 4  | 75 · Giulia Gemme               | -      | 12,450   | -      | -      | 12,450  | 18    |
| 4  | 72 · Carola Cuccia              | -      | -        | -      | -      |         | 18    |
| 5  | Artistica ’81                   | 39,500 | 38,500   | 38,600 | 39,700 | 156,300 | 16    |
| 5  | 35 · Federica Macrì             | 14,200 | 13,300   | 13,250 | 13,600 | 54,350  | 16    |
| 5  | 32 · Tea Ugrin                  | 12,550 | 13,300   | 13,550 | 14,000 | 53,400  | 16    |
| 5  | 38 · Maria Camilla Sai          | -      | 11,900   | 11,800 | -      | 23,700  | 16    |
| 5  | 37 · Rachele Brunato            | 12,750 | -        | -      | -      | 12,750  | 16    |
| 5  | 36 · Monica Dei Rossi           | -      | -        | -      | 12,100 | 12,100  | 16    |
| 5  | 31 · Lucija Hribar              | -      | -        | -      | -      | -       | 16    |
| 6  | Pro Lissone                     | 40,000 | 38,700   | 35,950 | 38,700 | 153,350 | 14    |
| 6  | 28 · Martine Buro               | 13,900 | 12,800   | 12,550 | -      | 39,250  | 14    |
| 6  | 23 · Marta Pihan-Kulesza        | -      | 14,250   | -      | 13,400 | 27,650  | 14    |
| 6  | 25 · Elisa Ricchiuti            | 13,100 | -        | -      | 12,550 | 25,650  | 14    |
| 6  | 24 · Vanessa Colantuoni         | 13,000 | -        | 12,300 | -      | 25,300  | 14    |
| 6  | 27 · Alice Linguerri            | -      | -        | 11,100 | 12,750 | 23,850  | 14    |
| 6  | 26 · Arianna Salvi              | -      | 11,650   | -      | -      | 11,650  | 14    |
| 7  | Giglio                          | 40,900 | 35,600   | 37,950 | 36,700 | 151,150 | 16    |
| 7  | 54 · Lara Mori                  | 13,700 | 12,250   | 13,500 | 13,600 | 53,050  | 16    |
| 7  | 52 · Alessia Leolini            | 13,600 | 11,300   | 12,900 | 12,950 | 50,750  | 16    |
| 7  | 55 · Chiara Paoletti            | 13,250 | -        | -      | 11,950 | 25,200  | 16    |
| 7  | 53 · Cintia Rodríguez Rodríguez | -      | 3,250    | 10,350 | -      | 23,600  | 16    |
| 7  | 56 · Silvia Becattini           | -      | -        | -      | -      |         | 16    |
| 7  | 57 · Veronica Conti             | -      | -        | -      | -      |         | 16    |
| 8  | Estate ’83                      | 40,550 | 32,600   | 36,550 | 38,300 | 148,000 | 10    |
| 8  | 84 · Nicole Terlenghi           | 13,950 | 11,100   | 12,650 | 13,800 | 51,500  | 10    |
| 8  | 85 · Deborah Martinazzi         | 13,300 | 12,300   | -      | 11,750 | 37,350  | 10    |
| 8  | 83 · Susanna Rota               | 13,300 | -        | 11,750 | -      | 25,050  | 10    |
| 8  | 81 · Francesca Facchinetti      | -      | 9,200    | 12,150 | -      | 21,350  | 10    |
| 8  | 87 · Nicole Cartella            | -      | -        | -      | 12,750 | 12,750  | 10    |
| 8  | 82 · Miriam Aribasoiu           | -      | -        | -      | -      |         | 10    |
| 9  | Fratellanza Savonese            | 39,200 | 36,100   | 35,500 | 36,550 | 147,350 | 8     |
| 9  | 66 · Michela Redemagni          | 13,500 | 13,100   | 12,250 | 13,300 | 52,150  | 8     |
| 9  | 62 · Alice Bortolazzi           | 13,300 | 10,950   | 11,800 | -      | 36,050  | 8     |
| 9  | 61 · Caterina Barloggio         | -      | 12,050   | -      | 12,300 | 24,350  | 8     |
| 9  | 64 · Alessia Contatore          | 12,400 | -        | -      | -      | 12,400  | 8     |
| 9  | 65 · Greta Fiorentino           | -      | -        | 11,450 | -      | 11,450  | 8     |
| 9  | 63 · Beatrice Chessa            | -      | -        | -      | 10,950 | 10,950  | 8     |
| 10 | Ginnastica Romana               | 39,500 | 33,700   | 36,150 | 36,400 | 145,750 | 6     |
| 10 | 94 · Alice Bernardini           | 13,300 | -        | 12,000 | 12,500 | 37,800  | 6     |
| 10 | 92 · Annalisa Mastrangelo       | 12,950 | 11,650   | -      | 11,750 | 36,350  | 6     |
| 10 | 95 · Bianca Toniolo             | 13,250 | 9,650    | 12,450 | -      | 35,350  | 6     |
| 10 | 93 · Francesca Ronci            | -      | -        | 11,700 | 12,150 | 23,850  | 6     |
| 10 | 91 · Lavinia Marongiu           | -      | 12,400   | -      | -      | 12,400  | 6     |